# FKモドリチャ
FKモドリチャ（FK Modriča）は、ボスニア・ヘルツェゴビナ（スルプスカ共和国）・モドリチャを本拠地とするサッカークラブ。

## 歴史
1922年にログリ（Rogulj）の名で設立し、その後すぐにゾラ（Zora）と改称する。1927年にクラブは一度解散するが、間もなくオリンピヤ（Olimpija）という名で新たなクラブを設立し、1938年にFKドボル（FK Dobor）と改称した。第二次世界大戦中にクラブは消滅するが、1945年にスロガ（Sloga）の名で再びクラブを立ち上げ、1952年ナプレダク（Napredak）と改称。1969年に現在の名称となった。
ユーゴスラビアリーグ時代はトップリーグに在籍したことは無く、ボスニア・ヘルツェゴビナ独立後はスルプスカ共和国リーグに参加した。ボスニア国内リーグ統合後、2003年にプレミイェル・リーガ昇格。2004年にボスニア・ヘルツェゴビナカップで初タイトルを獲得し、UEFAカップに初出場。2008年にはリーグ初優勝し、UEFAチャンピオンズリーグに初出場した。2010年、最下位に終わりスルプスカ共和国1部リーグへ降格が決まった。
2007年、当時のスルプスカ共和国大統領・ミラン・イェリッチがモドリチャの試合観戦中に病に倒れ、病院に搬送されるも間もなく死去した。イェリッチはボスニア・ヘルツェゴビナサッカー協会会長、スルプスカ共和国サッカー協会会長も務めており、その功績を讃えてモドリチャのスタジアム名は彼の名前へ変更された。

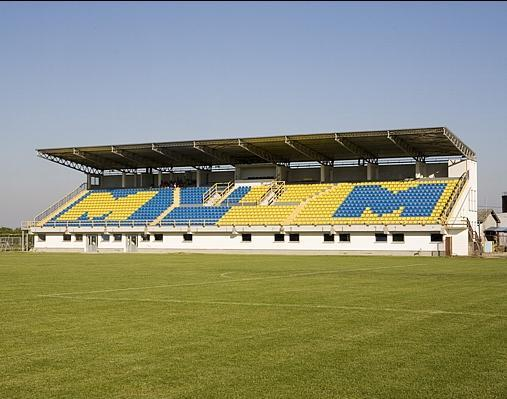
ミラン・イェリッチ・スタジアム

## タイトル
- プレミイェル・リーガ：1回
  - 2007-08

- ボスニア・ヘルツェゴビナカップ：1回
  - 2003-04

- プルヴァ・リーガRS：1回
  - 2002-03

- ドルガ・リーガRS：1回
  - 2017-18

- クプ・レプブリケ・スルプスケ：1回
  - 2006-07

## 過去の成績
2010年6月2日現在
| シーズン | リーグ       | 順位 | 試合 | 勝利 | 引分 | 敗戦 | 得点 | 失点 | 勝点 | UEFA主催大会             | UEFA主催大会 |
| -------- | ------------ | ---- | ---- | ---- | ---- | ---- | ---- | ---- | ---- | ------------------------ | ------------ |
| 2003-04  | プレミイェル | 5位  | 30   | 11   | 7    | 12   | 43   | 43   | 40   |                          |              |
| 2004-05  | プレミイェル | 6位  | 30   | 11   | 9    | 10   | 38   | 32   | 42   | UEFAカップ               | 予備選2回戦  |
| 2005-06  | プレミイェル | 4位  | 30   | 17   | 2    | 11   | 53   | 30   | 53   |                          |              |
| 2006-07  | プレミイェル | 6位  | 30   | 13   | 5    | 12   | 42   | 44   | 44   |                          |              |
| 2007-08  | プレミイェル | 優勝 | 30   | 18   | 1    | 11   | 57   | 35   | 55   |                          |              |
| 2008-09  | プレミイェル | 13位 | 30   | 10   | 7    | 13   | 37   | 41   | 37   | UEFAチャンピオンズリーグ | 予備選2回戦  |
| 2009-10  | プレミイェル | 16位 | 30   | 7    | 3    | 20   | 28   | 57   | 24   |                          |              |

## 欧州の成績
| シーズン | 大会                     | ラウンド  | 対戦相手           | ホーム | アウェー | 合計 |  |
| -------- | ------------------------ | --------- | ------------------ | ------ | -------- | ---- |  |
| 2004-05  | UEFAカップ               | 予選1回戦 | サンタ・コロマ     | 3-0    | 1-0      | 4-0  |  |
| 2004-05  | UEFAカップ               | 予選2回戦 | レフスキ・ソフィア | 0-3    | 0-5      | 0-8  |  |
| 2008-09  | UEFAチャンピオンズリーグ | 予選1回戦 | ディナモ・ティラナ | 2-1    | 2-0      | 4-1  |  |
| 2008-09  | UEFAチャンピオンズリーグ | 予選2回戦 | オールボーBK       | 1-2    | 0-5      | 1-7  |  |

## 歴代所属選手
- マルコ・バイッチ
- マルコ・ストイッチ
- ゴラン・ペレシュ
- ジェマル・ジェドヴィッチ
- ヤドランコ・ボギチェヴィッチ
- ボジダル・チョシッチ
- スラヴィシャ・ドゥギッチ
- ステヴォ・ニコリッチ
- ラファエウ・ゴドイ・ペレイラ
- マルコ・ストイッチ
- ジョルジェ・ザフィロヴィッチ
- ドゥシュコ・リュビチッチ
- ゾラン・ノヴァコヴィッチ
- スレテン・ヴァシッチ
- ストヤン・トミッチ
- ダリオ・ダミャノヴィッチ
- ニコラ・ブラティッチ
- ブラニスラヴ・ニキッチ
- ボヤン・マガジン
- ダリオ・プリッチ
- ミリサヴ・シェチコヴィッチ
- ドラガン・ヨロヴィッチ
- ジョルジェ・サヴィッチ
- グヴォズデン・ゼリンチェヴィッチ
- ニコラ・ヴァシリェヴィッチ
- ヨヴァン・スヴィトリツァ
- トミスラフ・バユノヴィッチ
- アレクサンダル・ライリッチ
- ボヤン・トリピッチ
- ムラデン・ボイッチ
- ペタル・イェリッチ
- ヨツォ・ストキッチ
- ヴラディミル・ランキッチ
- ズラトコ・ジョリッチ
- ゴラン・クシュリッチ
- ドゥシャン・チルコヴィッチ
- ヴラディミル・ミリコヴィッチ
- ネナド・クトラチッチ
- ミロスラヴ・イェヴティッチ
- ヴラデン・クユンジッチ
- ミルコ・ティツァ
- デニイェル・サヴィッチ
- ランコ・ガレシッチ
- プレドラグ・アリッチ
- ドラジェン・ヴァシリェヴィッチ
- ミリャン・セクロヴィッチ
- ズデンコ・ペディッチ
- スラヴェン・ゼリナツ
- ミラン・レリッチ
- ミロスラヴ・サヴィッチ
- ドゥシュコ・スタイッチ
- リュビシャ・トドロヴィッチ
- セミョン・ミロシェヴィッチ
- エミル・ハジジュルビッチ
- ペタル・マトヴィッチ
- ボリスラヴ・ルキッチ
- ゴラン・パヴィッチ
- エドワード・アルトゥーロ・アセベード・クルス
- ストヤン・サヴィッチ
- ボヤン・マクシモヴィッチ
- ヴラダン・クユンジッチ
- ネマニャ・スティエパノヴィッチ
- ミラン・ペトロヴィッチ
- ゴラン・ガヴリッチ
- ミラン・ニキッチ
- ヨヴァン・カイテズ
- ズラタン・サライリッチ
- アレクサンダル・ペトロヴィッチ
- 泰永文
- ヴェリボル・パヴロヴィッチ
- ラディスラヴ・マルコヴィッチ
- ニコラ・ミケリニ
- オグニェン・ラドゥロヴィッチ
- スパソイェ・サヴキッチ
- シモ・クズマノヴィッチ
- ネマニャ・アルシッチ
- ドラガン・ラディッチ
- ゾラン・ベロシェヴィッチ
- シニシャ・ジェリッチ
- ラドスラヴ・プルリェタ
- ヨヴァン・ブヤニッチ
- ボヤン・ジョルジッチ
- ドラガン・ガラミッチ
- ヴラダンコ・コムレノヴィッチ
- ミロスラヴ・ルカノヴィッチ
- ネマニャ・プロダノヴィッチ
- ネマニャ・アサノヴィッチ
- イゴル・ネデリコヴィッチ
- ドラジェン・ルキッチ
- ダヤン・ポニェヴィッチ
- ネナド・チュコヴィッチ
- スラヴィシャ・コヴァチェヴィッチ